# Finer Feelings
A Finer Feelings az ausztrál énekes-dalszerző Kylie Minogue 1992. április 13-án megjelent 4. kimásolt kislemeze a Let’s Get to It című stúdióalbumról. Eredetileg a Word is Out folytatásaként tervezték megjelentetni, de az If You Were with Me Now megjelenése után visszatartották. A "Finer Feelings" végül 1992 áprilisában meg is jelent a Brothers in Rhythm remixével, akivel Minogue még a 90-es években dolgozott együtt, majd Steve Andrersonnal folytatta a munkálatokat. A dal kis híján kimaradt a Top 10-es helyezések közül, így a 11. helyen végzett az Egyesült Királyság kislemezlistáján.
Ausztráliában a "Finer Feelings" a 60. helyezést érte el az ARIA kislemezlistáján az 1992. július 5-ével végződő héten. A Better the Devil You Know 1998-as újrakiadását leszámítva a "Finer Feelings" volt Minogue egyetlen olyan kislemeze, amely lemaradt Ausztráliában az első Top 50-ből a Get Outta My Way-ig, amely a 69. helyen érte el a csúcsot. A "Finer Feelings" továbbra is a rajongók kedvence volt, és több turné során is előadott Minogue részleteket a dalból. 
A kislemez B. oldalán található "Closer" című dal eltér a 2010-es Aphrodite című albumon lévő változatól. A "Finer Feelings" című dalt 2011-ben újra rögzítették, és 2012. január 25-én tették közzé Minogue hivatalos YouTube csatornáján. A dal szerepelt a "The Abbey Road Sessions" című válogatásalbumon is. 

## Kritikák
Brittany Porter az AXS-től az öt leginkább alulértékelt dala közé sorolta a számot. A Digital Spy-nek írt Nick Levine "rejtett gyöngyszem"-nek nevezte, és kijelentette, hogy "legalább öt dallam van versenyben a dalban" , a "Finer Feelings" pedig megmutatja hogy Kylie szexisebb és kifinomultabb lehet, mint valaha, anélkül, hogy spórolna a refrénnel. A Music Week szerint ez Minogue "legérettebb és legreflexiósabb" dala, majd hozzátette, hogy az ütős és ritmikus hangsúlyozás inkább finom, mintsem élénk, és Kylie énekhangja a legjobbak közé tartozik. 2023-ban Robert Moran a The Sydney Morning Herald bulvárlap Minogue 10. legjobb dala közé sorolta a dalt az 1983-ból. "Sötét, kacskaringós, provokatív dal, a szexuális vágyról, és egy kóros furcsa fülféreggel. Annyira alulértékelt"-  mondta.

## Videoklip
A klipet ezúttal is Dave Hogan rendezte, aki korábban a What Do I Have to Do és Shocked videókat is készíttetett. A klipet teljes egészében Párizsban forgatták a 30-as évek és 40-es évek hangulatában.

## Formátum és számlista
CD single
1. "Finer Feelings" (Brothers in Rhythm 7-inch mix) – 3:47
2. "Finer Feelings" (Brothers in Rhythm 12-inch mix) – 6:47
3. "Finer Feelings" (original mix/album version) – 3:55
4. "Closer" (The Pleasure Mix)

7 inch kislemez és kazetta single
1. "Finer Feelings" (Brothers in Rhythm 7-inch mix) – 3:47
2. "Closer" (edit)

12-inch bakelit
1. "Finer Feelings" (Brothers in Rhythm 12" mix) – 6:47
2. "Closer" (The Pleasure Mix)

## Slágerlista
| Slágerlista (1992)                    | Legjobb helyezések |
| ------------------------------------- | ------------------ |
| Australia (ARIA)                      | 60                 |
| Europe (European Hot 100 Singles)     | 38                 |
| Írország (IRMA)                       | 16                 |
| Egyesült Királyság (UK Singles Chart) | 11                 |
| UK Dance Music (Music Week)           | 54                 |